# Cimetière de l'Hôpital général de Québec
Le cimetière de l'Hôpital général de Québec (aussi connu sous les noms Cimetière des pauvres et Cimetière des héros) est un cimetière situé à Notre-Dame-des-Anges, à mi-chemin entre les quartiers Saint-Roch et Saint-Sauveur de la ville de Québec, au Canada. 
Fondé officiellement en 1710, on y retrouve aujourd'hui des sépultures datant de 1728. Il s’agit également de l’endroit où furent inhumés plus de mille soldats morts durant la guerre de Sept Ans, mais aussi les soldats de l’armée de Montcalm et de Wolfe morts de maladies ou des suites de combats lors de la bataille des plaines d'Abraham et la bataille de Sainte-Foy.
Il s’agit du seul cimetière au monde qui témoigne aujourd'hui de la guerre de Sept Ans. Le cimetière est classé bien culturel en 1977 par le ministère de la Culture et des Communications, et désigné lieu historique national du Canada en 1998 par la Commission des lieux et monuments historiques du Canada.

## Historique

### La création du cimetière (1710)
En 1620, les Récollets fondent le monastère de Notre-Dame-des-Anges et construisent la première église en pierre de la Nouvelle-France sur le site de l'actuel Hôpital général de Québec. En 1692, Mgr de Saint-Vallier achète des Récollets leur couvent et leur église, et fonde un hôpital général et un monastère que les Augustines occuperont dès 1693. 
Ouvert en 1710 sur la seigneurie Notre-Dame-des-Anges, le cimetière de l'Hôpital général de Québec se nomme d'abord le « Cimetière des Pauvres » et n'a à l'époque qu'une superficie de 45 mètres par 76 mètres. En 1721, les terres environnantes sont érigées en cure formant la paroisse Notre-Dame-des-Anges et ce n'est que le 4 février 1728 que le cimetière reçoit sa première inhumation officielle.

### La guerre de Sept Ans (1756 - 1763)
Durant la guerre de Sept Ans entre 1756 et 1763, plus d'un millier de militaires français, britanniques et amérindiens y sont inhumés, morts soit de la maladie ou au combat. Deux importants charniers sont créés pour enterrer les soldats morts à l'Hôpital général de Québec.
À la fin de la bataille des plaines d'Abraham le 13 septembre 1759, les soldats protestants anglais seront enterrés dans une fosse commune à l'extrémité nord du cimetière. Puis à la fin de la bataille de Sainte-Foy le 28 avril 1760, on enterre une nouvelle fois les protestants dans une autre fosse commune, celle-là à l'extrémité est. 
Le cimetière de l'Hôpital-Général de Québec est le seul cimetière au monde qui témoigne aujourd'hui de la guerre de Sept Ans qui s'est déroulée sur quatre continents.

### Lieu historique

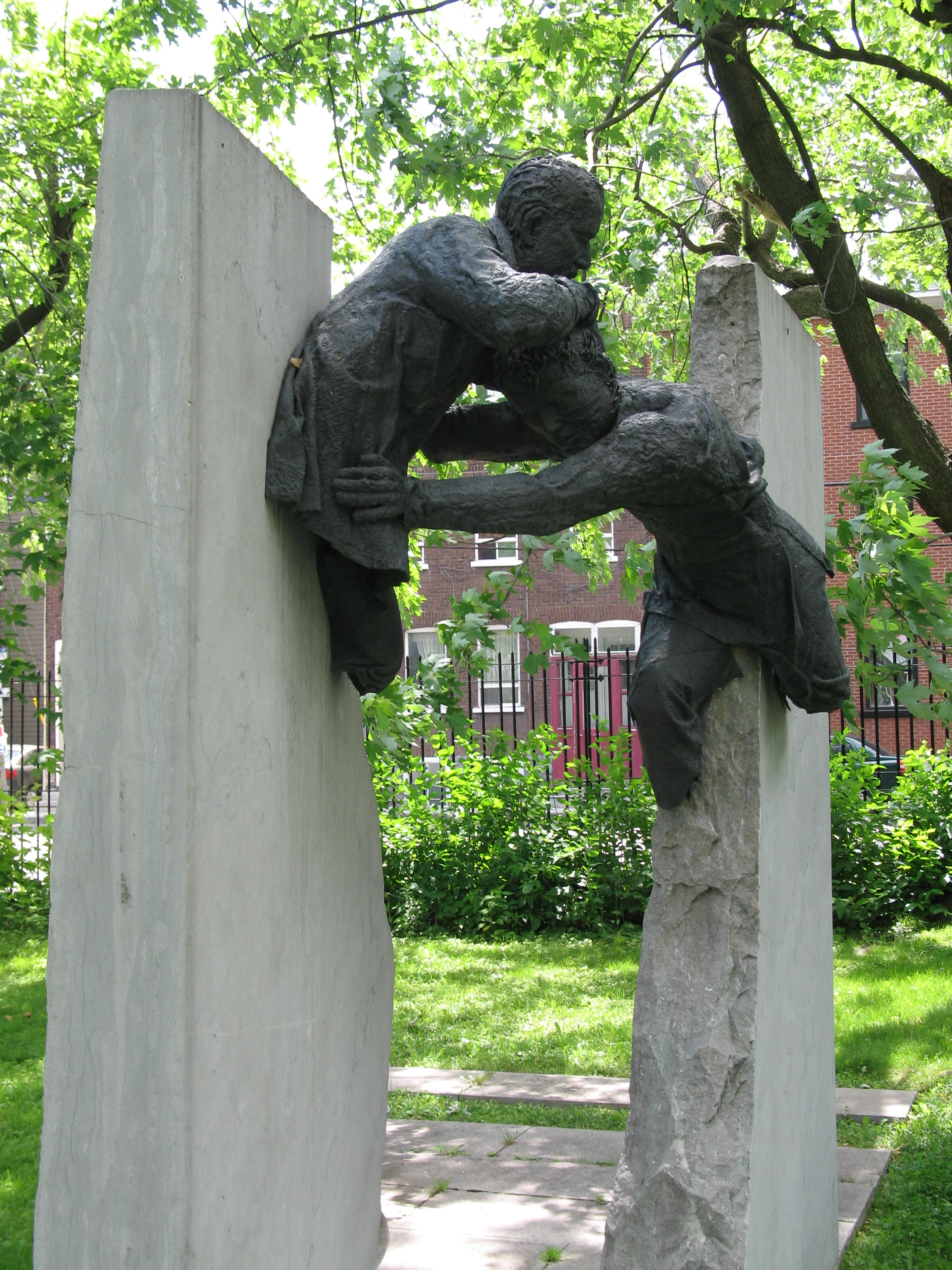
Traversée sans retour

Le cimetière est classé bien culturel en 1977 par le ministère de la Culture et des Communications, et le 15 décembre 1998, le gouvernement du Canada reconnait le cimetière de l'Hôpital-Général de Québec comme lieu historique national du Canada.
Le 11 octobre 2001 ont lieu les cérémonies officielles de translation des restes du général de Montcalm et de l’inauguration du Mémorial de la guerre de Sept Ans. Le lieu est rebaptisé « cimetière de l'Hôpital-Général de Québec », et fait partie de l'ensemble historique de l'Hôpital général de Québec. C'est pourquoi en 2001, la Commission de la capitale nationale commande à l'artiste sculptrice Pascale Archambault l’œuvre « Traversée sans retour » pour commémorer cette guerre.